# トチェフ
トチェフ（ポーランド語: Tczew [tt͡ʂɛf] ( 音声ファイル)、ドイツ語:  Dirschau、カシューブ語: Dërszewò）は、ポーランド北部のヴィスワ川沿いにある町。ドイツ名ディルシャウ。人口5万9111人（2021年12月）。プロイセン東部鉄道時代にさかのぼる操車場を備えた、鉄道のターミナルである。魅力的な旧市街と、第二次世界大戦で被害を受けたヴィスワ川に架かる橋で知られる。
1999年から、ポモージェ県トチェフ郡の中心地になっている。1975年から1998年までグダニスク県に所属していた。

## 地理
ヴィスワ川西岸、バルト海のグダニスク湾から南へ約30キロ、グダニスクの南東35キロに位置する。

## 歴史
トチェフ（織物の町の意）は、ポメラニア公グジミスワフが聖ヨハネ騎士団に所領を下賜した1198年の文書にトルショフ (Trsow) として記されている。1200年ごろ、ポメラニア公サンボル1世はこの地に要塞を築いた。いくつかの記録に散見されるデルシェヴォ (Derszewo) という表記は、封建地主のデルスワフの名に由来する。トルショフとデルシェヴォが同じ村を指しているのか、それとも別々に存在したのかは判然としない。ヴィスワ川の水運の掌握を磐石にするため、ポメラニア公サンボル2世は居城をルビシェヴォ・トチェフスキエからこの地に移した。1252年までに、村はトチェフやディルシャウとして知られるようになった。1260年に町となりリューベック権を得たが、1309年のソルディン条約でチュートン騎士団のハインリッヒ・フォン・プレツケの所領となった。町は1364年から1384年に再建されて、ヴィンリッヒ・フォン・クニプローデの代にクルム権を取得した。1434年にはフス派によって焼き討ちされた。1466年に第二次トルンの和約が締結されると、チュートン騎士団から新しく建てられた王領プロイセンに移管された。
宗教改革で、町民のほとんどはルーテル派に改宗した。1626年にこの町を占領したスウェーデンのグスタフ2世アドルフは、ヴィスワ川に浮き橋を架け、町の南はずれで野営した。いったん復興したが、今度はスウェーデン・ポーランド戦争で被害を受けた。1657年9月2日に郊外で発生した戦いで、ポーランド軍はヴァルデック＝ヴィルドゥンゲン伯ヨシアス2世麾下のブランデンブルク-スウェーデン連合軍に大敗を喫した。
1772年の第一次ポーランド分割で、この地方はポーランド・リトアニア共和国からプロイセン王国に併合された。ディルシャウは、新設された西プロイセン州に編入された。ナポレオン戦争さなかの1807年に、ヤン・ヘンリク・ドンブロフスキ将軍によって一時的に解放されたが、1815年に再びプロイセン領となった。1871年にドイツ帝国が成立した。
ベルリンとケーニヒスベルクを結ぶプロイセン東部鉄道が開通した19世紀、町は急速に発展した。ディルシャウ郊外のヴィスワ川に架かる橋が、発展に重要な役割を果たした。
プロイセンとドイツの統治下で、ポーランド人マイノリティはドイツ化強制政策に苦しめられた。例えば、ポーランド人学校は否定され、子どもたちにドイツ語を教えることを拒むと、ドイツ人役人のハインリッヒ・メッテンマイヤーは、赴任したドイツ人教師はポーランド人の子どもとその親から最大級の軽蔑をもって迎えられていると書き記した。
第一次世界大戦後のヴェルサイユ条約ではポーランド回廊の一部となり、ポーランド第二共和国に組み入れられた。1920年1月30日、ポーランドのヨーゼフ・ハラー将軍の軍隊が町に到着した。町にはポーランドにおけるドイツ人マイノリティの文化活動の中心地として、ドイツ語学校や劇場が設立された。ポーランド国会の議員にもドイツ人マイノリティが選出されていた。
戦間期には、トチェフは海事学校で知られた。この学校はのちにグディニアへ移った。
市のウェブサイトによると、トチェフは橋が爆破されるのを未然に防ぐため、1939年9月1日の午前4時34分にドイツ軍がポーランドの工兵基地を襲撃した、第二次世界大戦開戦の地である（ヴェステルプラッテで砲撃がはじまったのが午前4時45分）。1939年から1945年まで、ディルシャウは第三帝国のダンツィヒ＝西プロイセン帝国大管区ダンツィヒ県の支配下にあって、グダニスク・ポモージェ地方の諸都市で最も大きな被害が出た。生産施設は事実上ひとつも残っていなかった。人口は1.8 - 2万人にまで急減した。戦後まもなく、赤軍が進駐してきた。ポーランド人民共和国の一部となり、町名は再びトチェフに戻された。町民は復旧・復興に努力を傾注した。現在は電気工業や機械工業の企業が数社ある。

### 人口の推移
| 年   | 人口    |
| ---- | ------- |
| 1772 | 1,442   |
| 1782 | 1,587   |
| 1831 | 2,310   |
| 1875 | 9,713   |
| 1880 | 10,939  |
| 1890 | 11,897  |
| 1900 | 12, 808 |
| 1905 | 14,164  |
| 1921 | 16,250  |
| 1943 | 25,869  |
| 1960 | 33,700  |
| 1970 | 41,100  |
| 1980 | 53,600  |
| 1990 | 59,500  |
| 2000 | 61,200  |
| 2009 | 60,279  |
| 2021 | 59,111  |

一次資料をもとにしているため、偏見や先入観を含んでいる可能性がある。

## 紋章
トチェフの紋章には、1260年に町としての権利を与えたサンボル2世公をたたえて赤いグリフィンがあしらわれている。

## 名所

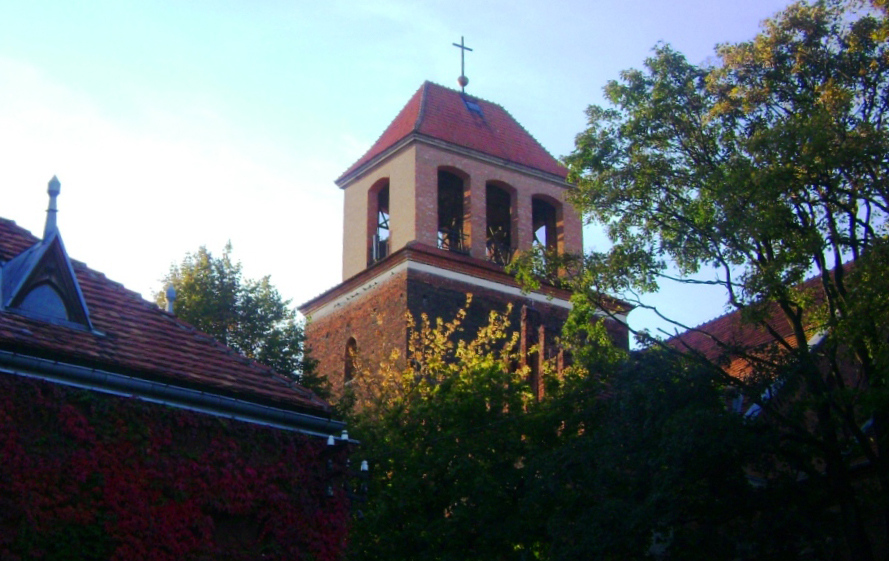
聖十字架教区教会

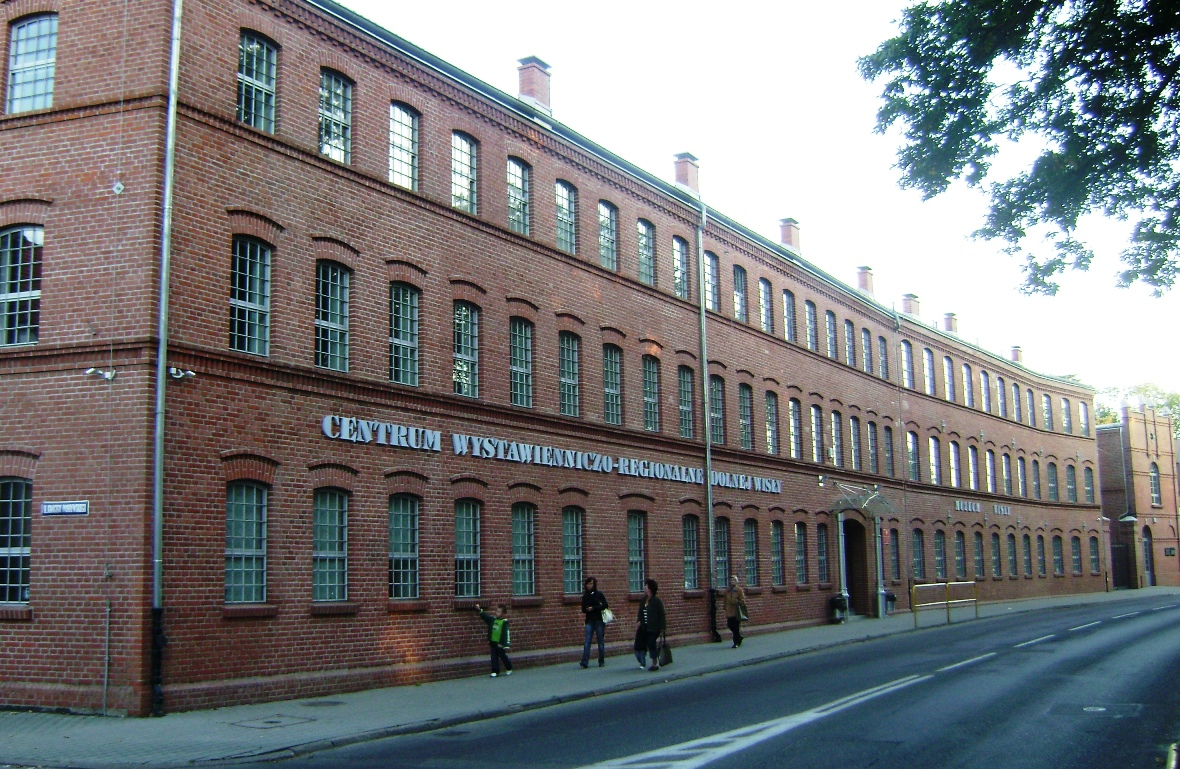
ヴィスワ川博物館

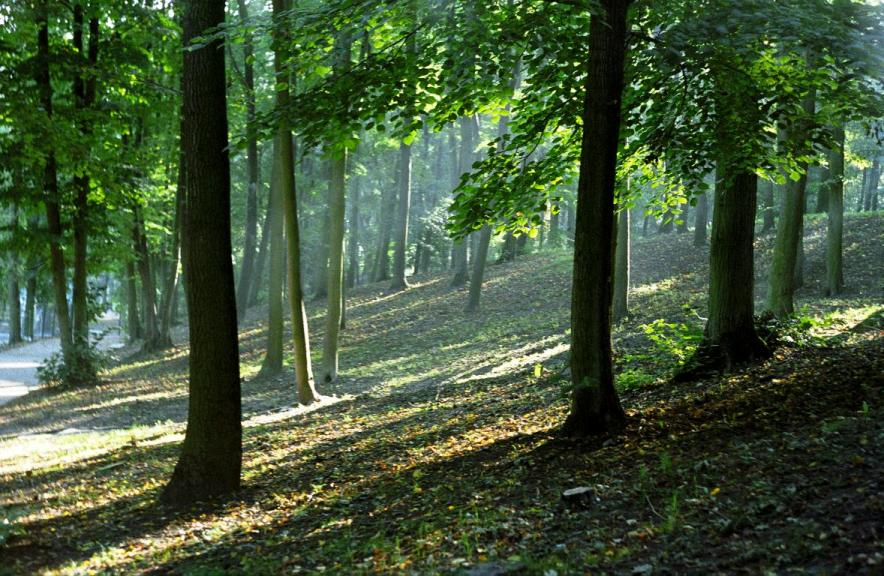
町営公園

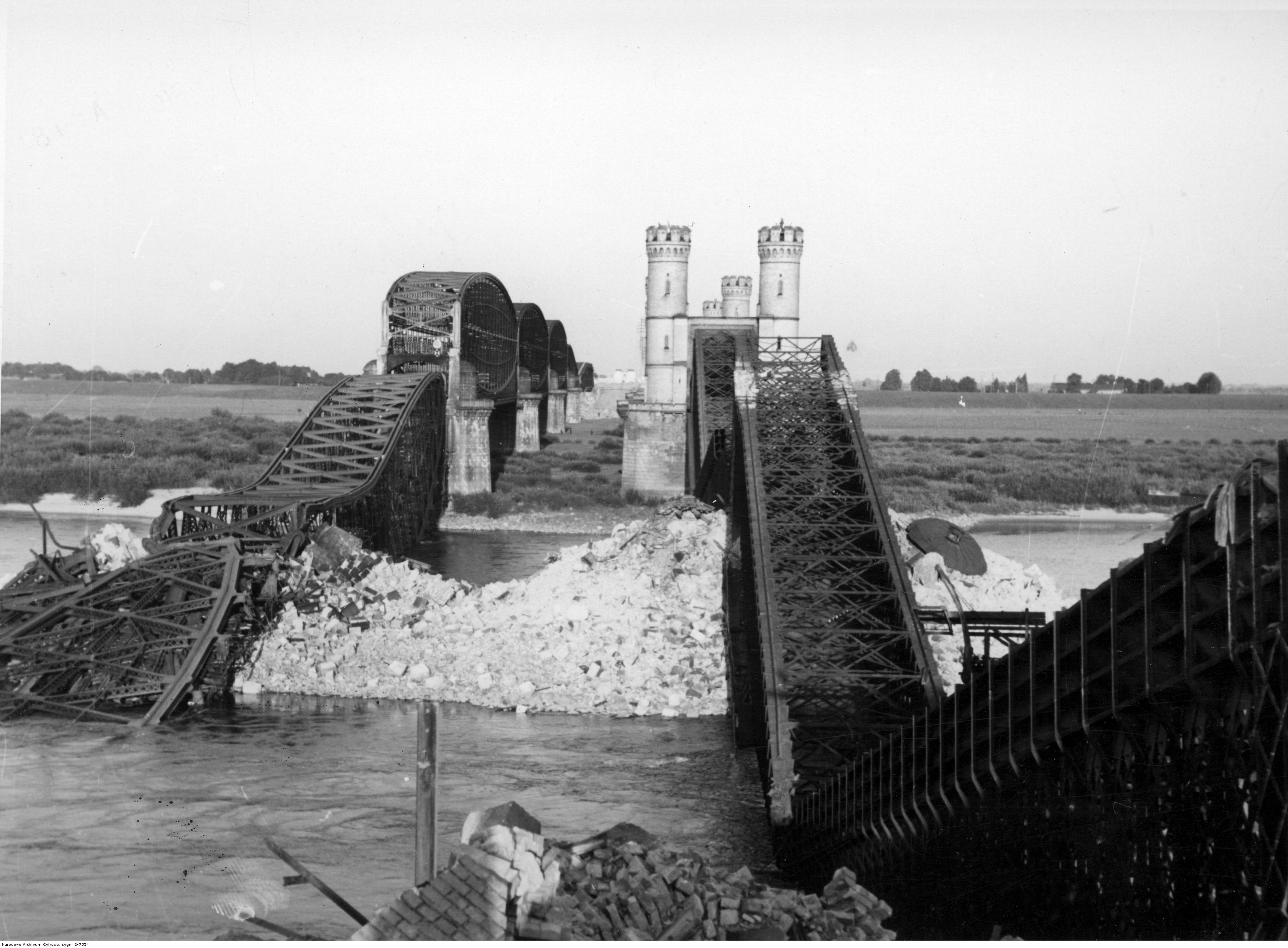
1939年9月、ドイツ国防軍侵攻後にポーランド陸軍工兵が破壊したヴィスワ川の橋

- 聖十字架教区教会 - 旧市街の中心部、ヴィシニスキエゴ通り沿いに位置する。13世紀に建設された、トチェフ最古の建物で、内部はバロック様式である。とりわけ高いレンガ造りの塔が最も古いが、1982年の火事でその頂上の木造部分が焼失した。古いものでは15世紀後半に描かれた古いフレスコ画が、教会の内壁を飾っている。
- 聖スタニスラウス・コストカ教会 - シュヴィエンテゴ・ゴジェゴジャ広場に面する。14世紀のゴシック様式の教会で、八角形の塔が特徴的。修道会の解散後は学校として、1945年までプロテスタントの子女が学んだ。
- ヴィスワ川に架かる橋 - トチェフの観光の目玉である。1851年から1857年に建設された最初の道路橋は完成当時、世界最長の837mあった。元々は塔が10箇所と関門が2箇所あったが、今では4箇所の塔が残るのみである。他方、既存の橋では足りなくなってきたため、1888年から1890年にかけて鉄道橋が建設された。1939年9月1日の午前5時30分、ヴィスワ川対岸から市街に侵攻してくるドイツ陸軍をせき止めるため、ポーランド軍の工兵が橋を爆破した。翌年に再建されたが、1945年に今度はドイツ軍が爆破した。現在の橋は1958年から1959年にできたものである。
- ヴィスワ川博物館 - スティチュニア30通りの、戦前は農機具工場として、第二次世界大戦中はナチスの移送収容所として利用された建物にある。戦後は博物館が開館するまで、ガスメーターが製造されていた。2007年に改築され、現在はヴィスワ川博物館と下ヴィスワ地域センターが入っている。
- 給水塔 - スティチュニア30通りとバウドフスカ通りの角に位置する。1905年築。公営施設の古い建築様式を残している。高さ40メートルから重力によって各家庭に水を供給している。
- 市庁舎 - 旧市街の中心部のハレーラ広場に面する旧市庁舎。1916年に火事で焼けて以来、修復されていない。現在は外形を留めるのみである。新しい市庁舎は、ピウスドスキエゴ広場に20世紀初頭に建設された。
- オランダ式の風車 - ヴォイスカ・ポルスキエゴ通りにある。1806年築。基礎にレンガを使った木造建築で、5つの羽根を持つ。
- 郵便局 - ドンブロフスキエゴ通りとオブロニクフ・ヴェステルプラッテ通りの角に位置する。1905年にできた、トチェフで最も古い郵便局。正面の外壁にはグダニスク、トチェフの羽根飾りと、ポーランド各県の県章を見ることができる。
- 旧海軍学校 - シュコウィ・モルスキェイ通りにある。1911年築。当初は女学校があった。ポーランドで最初の海軍学校だったが、後にグディニアに移転した。現在は中学校になっている。
- 旧町営浴場 - ワジエンナ通りにある。1913年築。現在は郡議会が活動している。
- 町営公園 - トチェフ中心部のコッワンタヤ通り、バウドフスカ通り、シエンキエヴィチャ通りに囲まれた37エーカーの土地。標高の低い部分は19世紀に、高台になっている所は20世紀に造成された。夏には園内のアンフィテアトルムで多くのコンサートが開かれる。入り口近くに、第二次世界大戦で亡くなったボーイスカウトのモニュメントがある。

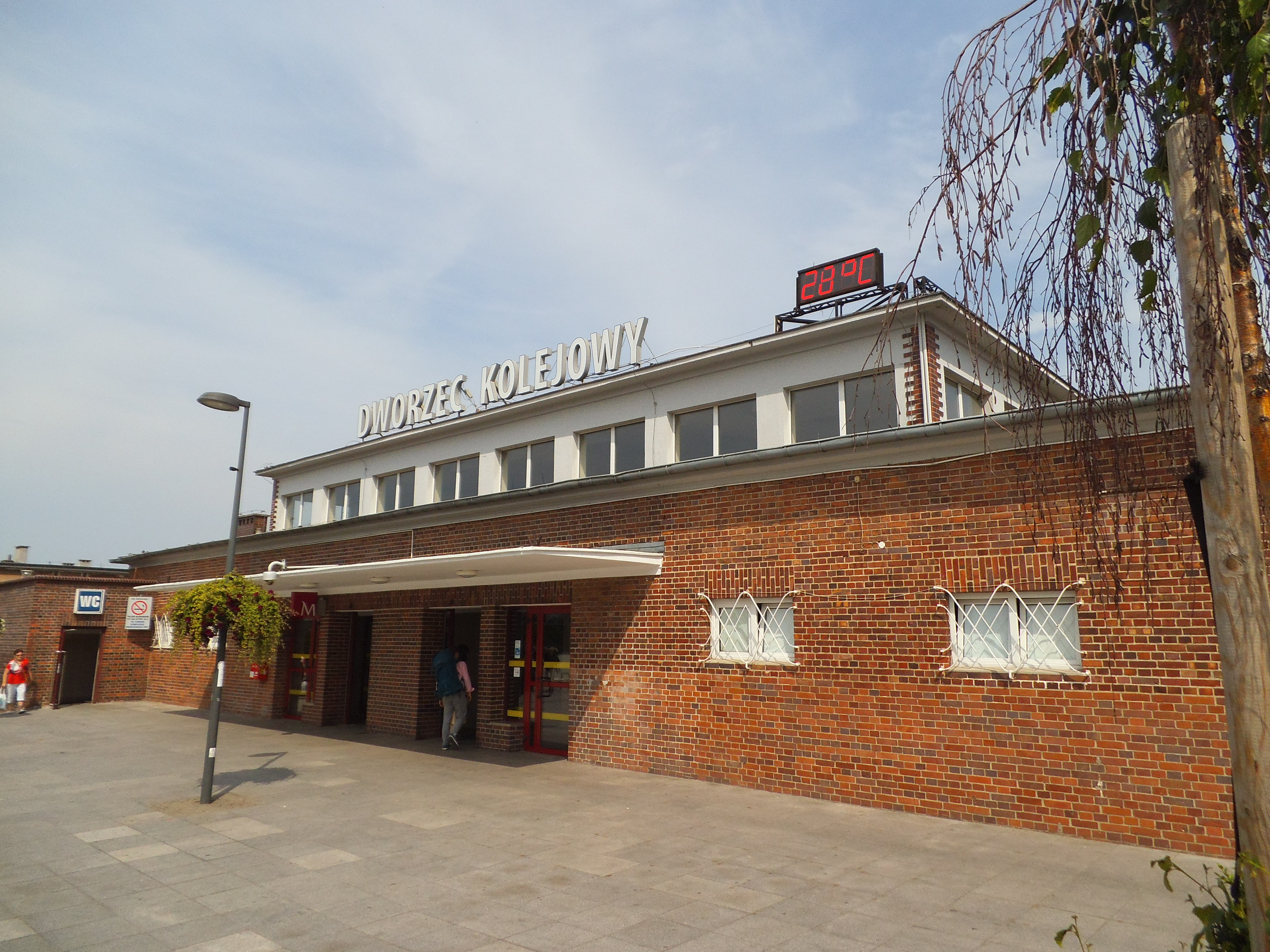
トチェフ駅

## スポーツ
- ポゴニ・トチェフ (サッカー)
- ウニア・トチェフ (サッカー、ボート)
- ヴィスワ・トチェフ (サッカー、ボクシング)
- サンボル・トチェフ (ハンドボール、陸上競技、水泳)[6]

## ゆかりの人物
- ヨハン・フォースター（1729年 - 1798年） 博物学者
- ベルンハルト・カムニツァー（1890年 - 1959年） 政治家
- アルフレッド・アイゼンスタット（1898年 - 1995年） 写真家
- グジェゴジュ・クウォドコ（1949年 - ） 経済学者。副首相と財務相を歴任
- グジェゴジュ・ツィエホフスキ（1957年 - 2001年） 歌手、作曲家、音楽プロデューサー
- ヤロスワフ・クコフスキ（1972年 - ） 画家
- ズビグニエフ・ロベルト・プロミニスキ（1978年 - ） デスメタルバンド「ベヒーモス」のドラマー
- ミハウ・ズブレフスキ（1980年 - ） ボブスレー選手
- ピオトル・トロホウスキ（1984年 - ） サッカー選手
- パヴェウ・ヴショウェク（1992年 - ） サッカー選手

## 姉妹都市
- ヴィッテン（ドイツ、1990年から）[7]
- クルスク（ロシア、1996年から）
- レヴ・ハシャロン（イスラエル、1997年から）
- ビルジャイ（リトアニア、1997年から）
- ヴェルダー・アン・デア・ハーフェル（ドイツ、1998年から）
- バーキング・アンド・ダゲナム・ロンドン特別区（イギリス、1999年から）
- デンブノ（ポーランド、2000年から）
- ボーヴェ（フランス、2005年から）
- イリチェフスク（ウクライナ、2006年から）
- アイズクラウクレ（ラトビア、2007年から）